# スロボダン・マロヴィッチ
スロボダン・マロヴィッチ（セルビア語: Слободан Маровић, ラテン文字転写: Slobodan Marović、1964年7月13日 - ）は、モンテネグロ（旧ユーゴスラビア）の元サッカー選手、サッカー指導者。ポジションはディフェンダー。

## 経歴
黄金期のレッドスター・ベオグラードでレギュラーを務め、1991年にUEFAチャンピオンズカップ 1990-91優勝を果たした。1996年には中国の深圳市足球倶楽部に加入した。ユーゴスラビア代表としては1987年から1989年まで4試合に出場した。

## タイトル

### レッドスター・ベオグラード
- ユーゴスラビア・プルヴァ・リーガ：1987-88, 1989-90, 1990-91
- ユーゴスラビアカップ：1989-90
- UEFAチャンピオンズカップ：1990-91